# Otto Feuerborn
Otto Feuerborn, eigentlich Otto Jacobfeuerborn (geboren 1. Januar 1887 in Kattenstroth; gestorben 5. Mai 1965 in Gersfeld (Rhön)) war ein deutscher Forstmeister und in der Zeit des Nationalsozialismus Landrat im Landkreis Fulda. Verheiratet war er mit Elisabeth Danker, geboren 1891 in Osterode. Die Ehe war kinderlos. Feuerborn zog am 25. Juli 1945 aus der Dienstvilla aus und siedelte nach Oberrode um.

## Leben
Otto Jacobfeuerborn wurde als jüngster Sohn des Landwirts Christof Jacobfeuerborn (1851–1916) und dessen Ehefrau Theresia geborene Großehagenbrock (* 1852) in Kattenstroth geboren. Der Ort ist seit 1910 ein Stadtteil von Gütersloh. Otto hatte eine Schwester Maria (* 1889) sowie zwei Brüder Heinrich und Josef (1885–1953). Im Jahre 1915 wird Otto noch mit dem Namen Jacobfeuerborn im Mitgliedsverzeichnis der Zoologischen Sektion des Westfälischen Provinzial-Vereins für Wissenschaft und Kunst geführt mit der Bemerkung: Forstkandidat an der Landwirtschaftskammer Schlesien in Breslau. Als der Vater 1916 starb, war er nach dem Paderborner Minorat als jüngster Sohn erbberechtig, schlug das Erbe des Hofes in Kattenstroth jedoch zugunsten seines Bruders Josef aus.
Feuerborn war als ausgebildeter Förster in den Besitzungen der Familie von Waldthausen in Gersfeld tätig. Er trat zum 1. Dezember 1930 in die NSDAP ein (Mitgliedsnummer 390.282), wurde später Mitglied der SS (SS-Nummer 332.029) und arbeitete für das SS-Rasse- und Siedlungshauptamt.
1933 wurde er in Gersfeld Kreisbauernführer. Für den unter Otto Hellmuth aufgestellten „Rhönaufbauplan“ war Feuerborn „Beauftragter des Reichsnährstandes“; der mainfränkische Rhönplan war von den Hessen Burkhardt und Feuerborn übernommen worden und stand in Konkurrenz zum thüringischen des Thüringer Ministerpräsidenten Willy Marschler. Beim Ausbau der Rhön waren neben einer rassenbiologischen Erforschung der Rhönbevölkerung die Steuerung des Einsatzes des Reichsarbeitsdienstes und im Krieg der Zwangsarbeiter erforderlich. Im August 1940 zunächst kommissarisch, löste er im September 1941 den bisherigen Fuldaer Landrat Hans Burkhardt in dessen Amt ab, der nach einer Abordnung als Kreishauptmann in das Generalgouvernement zum Regierungspräsidenten in Hohensalza ernannt worden war. Feuerborn war als Landrat auch Vorsteher des „Zweckverbandes Arbeitsdienstlager der Preußischen Rhön“ und saß in den Aufsichtsräten der Elektrizitäts AG Mitteldeutschland in Kassel und des Überlandwerks Fulda.
„Als radikaler Nationalsozialist und Antisemit war Feuerborn auch an Übergriffen auf Juden beteiligt, so als die Kreisbauernschaft im Juli 1935 einen von Juden beschickten Viehmarkt auf dem Heinrich-von-Bibra-Platz in Fulda durch SA-Leute überfallen ließ.“
Über eine Internierung nach Kriegsende oder eine Entnazifizierung ist nichts bekannt.
Der gemeinsam mit dem Fuldaer Landrat Burkhardt herausgegebene Bericht des Aufbauwerks Rhön kam 1948 in der Sowjetischen Besatzungszone auf die Liste der auszusondernden Literatur.
Ein Porträt Otto Feuerborns war bis Juli 1996 unbeanstandet in der Bildergalerie der Fuldaer Landräte ausgestellt und wurde erst dann entfernt.

## Rhönaufbauplan
Zum Rhönaufbauplan siehe: Otto Hellmuth

## Schriften
- Wir bauen auf : Ein Leistungsbericht über d. Aufbauwerk in d. Preuß. Rhön nach d. Stande vom 1. Jan. 1939. Hrsg. v. Hans Burkhardt u. Otto Feuerborn. — Fulda: Parzeller 1939.